# 제9회 서울국제사랑영화제
제9회 서울국제사랑영화제는 2011년 9월 29일에 열린 시상식이다.

## 수상 및 후보

### 관객상(코이노니아부문)
- 36.5℃ - 권오승 수상

### 관객상(케리그마부문)
- 초대 - 공주빈 수상

### 기독영화인상
- 이인주 수상

### SCFF 초이스
- 비웨어 오브 크리스찬 - 윌 베케
- 더 그레이스 카드 - 데이빗 G. 에반스
- 야콥 신부에게 보내는 편지 - 클라우스 해로
- 아워 하우스 - 데이빗 티그 외 1명
- 리틀 제이콥 - 유형
- 듀오 - 유대얼
- 소명 3 - 히말라야의 슈바이처 - 신현원
- 용서 - 김종철

### 새로운 시선
- 씨민과 나데르의 별거 - 아쉬가르 파라디
- 도엘의 파수꾼 - 톰 파사트
- 인 어 베러 월드 - 수잔 비에르
- 네 번 - 미켈란젤로 프라마르티노

### 단편경선 - 캐리그마 부문(온라인 상영)
- 사(死)마리아인 - 송윤경 외 1명
- 포리너 - 임영광
- 초대 - 공주빈
- 비창 - 성민철
- 누가 내 이웃입니까? - 송민수

### 단편경선 - 코이노니아 부문
- 수학여행 - 김희진
- 아름다운 - 장세정
- 푸른 사막 - 이지원
- 그 여름의 바다 - 이제희
- 오늘의 커피 - 정영호
- 사라진 밤 - 차성덕
- 블루스 맨 - 김지열
- 쉿! - 이상현
- 36.5℃ - 권오승
- 새 신을 신고 - 황수빈 외 3명

### SIAFF 특별전
- 무산일기 - 박정범
- 네파리우스 - 벤자민 놀롯
- 더 메이든 댄스드 투 데쓰 - 엔드리 휼즈
- 여행 - 배창호
- 굿 뉴스? - 테오 러브
- 뮤지컬 '그 사람, 바보의사 장기려' - 유한철
- 버터플라이 서커스 - 조슈아 웨이겔
- 파티 - 짐 맥킨리
- 스틸 본 - 앤드류 윌리엄 리브리지
- 감춰진 진실 - 팀 로리
- 오디션 - 릭 마쿠스

### 대상(코이노니아부문)
- 사라진 밤 - 차성덕 수상

### 우수상(코이노니아부문)
- 수학여행 - 김희진 수상

### 심사위원특별상(코이노니아부문)
- 새 신을 신고 - 황수빈 외 3명 수상

### 대상(케리그마부문)
- 비창 - 성민철 수상

### 가작상(케리그마부문)
- 누가 내 이웃입니까? - 송민수 수상
- 포리너 - 임영광 수상

### 영화비평 대상
- 윤정선 수상